# Apatophysis vartianae
Apatophysis vartianae là một loài bọ cánh cứng trong họ Cerambycidae.